# Jeremy Irons
Pour les articles homonymes, voir Irons.
 Jeremy John Irons, dit Jeremy Irons [ˈd͡ʒɛɹɪmi aɪə(ɹ)nz], est un acteur et réalisateur britannique, né le 19 septembre 1948 à Cowes (île de Wight, Angleterre).
Ayant débuté sur les planches dès 1969, il se produit dans de nombreux théâtres londoniens, et fait ses débuts à Broadway en 1984 où il reçoit le Tony Award du meilleur comédien pour The Real Thing.
Il se dirige rapidement vers le cinéma : son premier rôle majeur, dans La Maîtresse du lieutenant français en 1982, lui vaut la reconnaissance de ses pairs et de la critique, et il reçoit sa première nomination au BAFTA du meilleur acteur. Alternant films à gros budget et films d'auteur, il interprète régulièrement des rôles des personnages froids et inquiétants, et obtient entre autres l'Oscar du meilleur acteur pour son rôle dans le drame psychologique Le Mystère von Bülow de Barbet Schroeder en 1990. À la télévision, il obtient l'Emmy et le Golden Globe du meilleur acteur dans un second rôle pour son interprétation du comte Robert Dudley dans la minisérie Elizabeth I en 2006 face à Helen Mirren dans le rôle-titre. Entre 2011 et 2013, il interprète également le pape Alexandre VI dans le drame historique de Showtime, The Borgias. Il a aussi interprété Macon Ravenwood en 2013 dans le film tiré du roman pour adolescent 16 lunes dont la suite reste encore à venir.
Parallèlement à sa carrière à l'écran, Irons continue à apparaître sur scène, narre de nombreux documentaires et prête sa voix à des personnages, notamment à Scar dans le long métrage de Walt Disney Pictures, Le Roi lion en 1994.
Il est nommé en 2011 ambassadeur de bonne volonté de la FAO qui le décrit comme « un acteur « royal », un acteur dont la voix, la stature, la présence et la classe sont ceux d'un monarque », d'après les termes d'Orson Welles.
Il incarne en 2016, le personnage d'Alfred Pennyworth dans le film de Zack Snyder, Batman v Superman : L'Aube de la justice ainsi que Allan Rikkin dans le film Assassin's Creed.
En 2017, il a reçu le Prix Europe pour le théâtre.

## Biographie

### Jeunesse

Île de Wight en Angleterre.

Jeremy Irons est né sur l'île de Wight en 1948, cadet de trois enfants (Christopher, né en 1943, et Felicity, née en 1944). Son père Paul Dugan Irons (1913–1983) est expert-comptable dans l'industrie aérienne. Sa mère Barbara (née Sharpe, 1914–1999), est mère au foyer.
Son arrière-grand-père paternel, originaire de la ville écossaise de Dundee, était l'un des premiers policiers du Metropolitan Police Service, la police territoriale de Londres, avant de devenir chartiste. Il est également originaire de l'Irlande de son côté maternel, du comté de Cork (au sud du pays, à Kilcoe Castle), où il réside actuellement, lorsqu'il n'est pas à Watlington, dans l'Oxfordshire.

### Années 1960
Irons est scolarisé dans l'école privée de Sherborne School dans le Dorset de 1962 à 1966, où il fonde avec trois camarades un groupe de musique appelé The Four Pillars of Wisdom (« Les quatre piliers de la sagesse »), dans lequel il joue de la batterie et de l'harmonica. Il est aussi l'un des membres d'un duo comique au sein de sa « maison ». À 15 ans, il est nommé capitaine d'une équipe de rugby alors que ses parents se séparent. À 17 ans, il intègre la Combined Cadet Force, un mouvement de jeunesse soutenu par le Ministère de la Défense britannique proposant un entraînement militaire, où il obtient le grade de sergent-major régimentaire, puis échoue au concours d'entrée d'une école vétérinaire, tout en gardant une passion pour l'équitation.
Après un petit rôle amateur dans la pièce The Critic (en) de Richard Brinsley Sheridan, et un premier emploi d'assistant manager dans un théâtre de Cantorbéry,, Irons intègre à la fin de son adolescence le programme de formation de deux ans de la Bristol Old Vic Theatre School, école où sont aussi passés des acteurs et actrices célèbres tels que Daniel Day-Lewis, Miranda Richardson et Pete Postlethwaite. Son père lui finance ses études, mais il doit travailler comme artisan pour se payer des vacances.

« Tim Pigott-Smith [un camarade du Bristol Old Vic] a toujours pensé que j'abandonnerai [le métier] très rapidement, un an ou deux après avoir quitté l'école. Il m'a dit un jour : « tu n'avais pas de talent ». Mais je ne l'ai pas fait. Je portais bien les costumes, je décorais bien la scène, mais je n'étais pas un acteur comme Tim ou beaucoup d'autres. [...] Mais à la fin des deux ans, cinq d'entre nous ont été choisis pour intégrer la compagnie du Bristol Old Vic elle-même. »

— Jeremy Irons

### Années 1970
Après son diplôme, il reste à Bristol pour trois saisons, interprétant les premiers rôles dans de nombreuses pièces de Shakespeare, Noël Coward et Joe Orton, puis déménage à Londres en 1971 disant qu'il ne souhaite pas rester un acteur du Répertoire : il veut apparaître sur les planches du West End et dans des films. À 23 ans, il obtient alors le rôle de Jean le Baptiste dans la pièce Godspell, qui est jouée plus de 1 200 fois de 1971 à 1973 au Wyndham's Theatre.

« Un jour, j'ai auditionné pour une comédie musicale américaine appelée Godspell, de John-Michael Tebelak, qui allait être lancée à Londres. Les Américains aiment l'uniformité d'une façon que nous autres Britanniques n'aimons pas : ils veulent que tout le monde soit aligné dans une sorte de chorale homogène, et me voilà, huit centimètres de plus que tout le monde, au bout de la ligne. Mais ils m'ont quand même donné le rôle, que j'ai joué pendant deux ans dans le West End. Je me souviens d'une nuit, assis à un bout de la scène pendant une chanson que tous les autres chantaient : je jouais Jean Baptiste, et David Essex, qui jouait Jésus était assis de l'autre côté. Et j'ai pensé à ce moment, « c'est ça ! », j'ai glissé vers le théâtre sans trop y penser, mais cela me va comme un gant. »

— Jeremy Irons
Il intègre la prestigieuse troupe de la Royal Shakespeare Company en 1976 et alterne le théâtre avec des petits rôles à la télévision.

### Années 1980
Après avoir multiplié les représentations sur scène, et quelques rôles pour la télévision anglaise, Irons fait ses premiers pas au cinéma à 32 ans dans Nijinski (1980), un drame d'Herbert Ross, aux côtés d'Alan Bates.
En 1982, après un rôle dans la pièce The Rear Column (en) (1978) au Théâtre du Globe, il est présenté par le metteur en scène Harold Pinter au réalisateur Karel Reisz, qui lui propose de donner la réplique à Meryl Streep dans La Maîtresse du lieutenant français (The French Lieutenant's Woman), rôle pour lequel il est nommé au British Academy Film Award du meilleur acteur. Au même moment, à la télévision, il obtient une reconnaissance internationale avec le rôle de l'aristocrate anglais Charles Ryder dans l'adaptation télévisuelle du roman d'Evelyn Waugh, Retour à Brideshead (Brideshead Revisited) en 1981 pour ITV. À la suite de son interprétation, Irons est invité à faire une lecture du roman de Waugh pour le livre audio, puis enchaîne avec les lectures de L'Alchimiste de Paulo Coelho, Lolita de Nabokov (il jouera dans l'adaptation de 1997) et James et la Grosse Pêche (James and the Giant Peach) de Roald Dahl.
Il fait ses premiers pas à Broadway en 1984 avec The Real Thing face à Glenn Close, qu'il retrouvera dans Le Mystère von Bülow en 1991, et remporte pour son rôle le Tony Award du meilleur comédien, alors que Close remporte celui de la meilleure comédienne. Il continue à apparaître sur les planches des théâtres londoniens jusqu'en 1987. Dans les années 1980, il apparaît de façon sporadique dans plusieurs films : il incarne, face à Robert De Niro, un missionnaire jésuite du XVIIIe siècle dans Mission (The Mission, 1986) de Roland Joffé, qui remporte la Palme d'or à Cannes ; en 1988, il interprète le double rôle des jumeaux gynécologues dans le film Faux-semblants (Dead Ringers) de David Cronenberg, qu'il retrouvera en 1993 pour M. Butterfly.
En 1988, il participe avec son fils Samuel au film Danny, le champion du monde, l'adaptation du roman pour enfants de Roald Dahl Danny, champion du monde (Danny, the Champion of the World).

### Années 1990

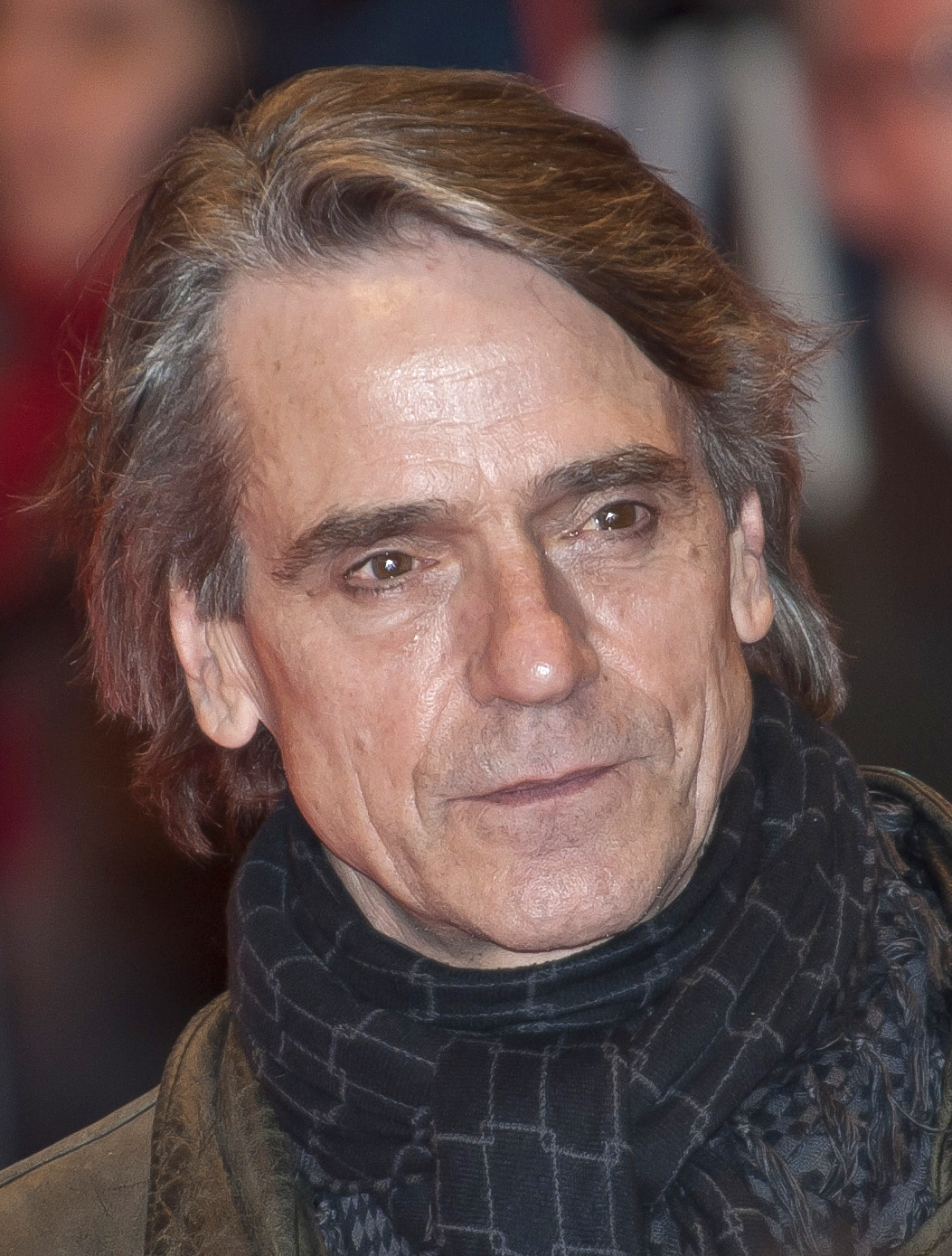
Jeremy Irons en 2011.

En 1991, il reçoit l'Oscar du meilleur acteur pour son interprétation du comte Klaus von Bulow dans Le Mystère von Bülow (Reversal of Fortune) de Barbet Schroeder et interprète en 1991 l'écrivain tchèque Franz Kafka dans le film homonyme de Steven Soderbergh.
Après avoir prêté sa voix à Scar dans Le Roi lion (The Lion King, 1994), le long métrage de Walt Disney Pictures, il est le narrateur en anglais dans diverses attractions des parcs Disney : le Spaceship Earth de Disney World de 1994 à 2007 ; le Studio Tram Tour: Behind the Magic de Disneyland Paris ; et l'ancienne attraction The Timekeeper, où il doublait H.G. Wells. Il double également Scar dans le spectacle nocturne Fantasmic !.
En 1993, il joue dans le film La Maison aux esprits (The House of the Spirits) de Bille August où il retrouve Meryl Streep (accompagnée de ses filles Grace et Mamie Gummer), Glenn Close, ainsi que Vanessa Redgrave, Winona Ryder et Antonio Banderas.
En 1995, il campe le terroriste allemand Simon Peter Gruber dans Une journée en enfer (Die Hard with a Vengeance) de John McTiernan et reprend en 1997 le rôle de Humbert Humbert dans la seconde adaptation homonyme par Adrian Lyne du sulfureux roman de Vladimir Nabokov, Lolita. L'année suivante, il participe au blockbuster L'Homme au masque de fer (The Man in the Iron Mask) de Randall Wallace dans le rôle du mousquetaire Aramis, face à Leonardo DiCaprio, John Malkovich, Gabriel Byrne et Gérard Depardieu, et apparaît au casting de Donjons et dragons (Dungeons & Dragons, 2000), un film similaire par son genre à Eragon, réalisé en 2006, et dans lequel il retrouve Malkovich.
Jeremy Irons participe également à quelques productions européennes, notamment françaises, telles que Fatale (Damage) (1992) de Louis Malle avec Juliette Binoche, And Now... Ladies and Gentlemen (2002) de Claude Lelouch, avec Patricia Kaas, et Callas Forever (2002) de Franco Zeffirelli, face à Fanny Ardant.

### Années 2000

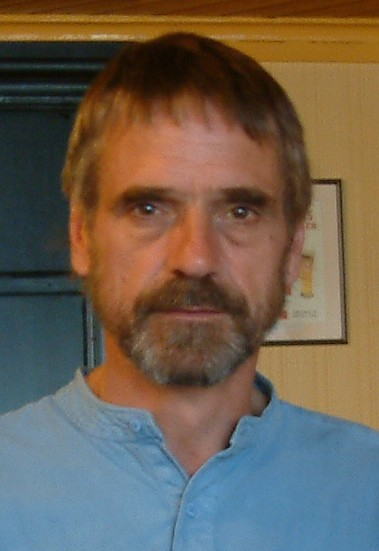
L'acteur en 2006 pour la promotion de Who Do You Think You Are.

En 2000, Irons est membre du jury au Festival de Cannes, sous la présidence de Luc Besson.
En 2005, il retrouve les grosses productions, avec Casanova avec Heath Ledger dans le rôle-titre, ou le film épique sur les croisades Kingdom of Heaven, de Ridley Scott, où il interprète Tibérias, le régent du royaume de Jérusalem. Il interprète la même année le Robert Dudley, comte de Leicester et favori de la reine Élisabeth Ire, interprétée par Helen Mirren, dans la mini-série britannique Elizabeth I produite par Channel 4 et HBO, rôle pour lequel il remporte l'Emmy, le Golden Globe, le Screen Actors Guild Award du meilleur acteur dans une mini-série ou un téléfilm, alors que Mirren remporte les mêmes récompenses dans les catégories de la meilleure actrice.
Après 18 ans d'absence, Irons revient au théâtre en 2006, où il joue avec Patrick Malahide dans la pièce Embers adaptée par Christopher Hampton du roman Les Braises (A gyertyák csonkig égnek) de Sándor Márai au West End. En 2008, il interprète le premier ministre britannique Harold Macmillan dans Never So Good (en),, et l'année suivante, il retrouve Joan Allen dans Impressionism (en) de nouveau à New York, sur Broadway.
Irons travaille en 2007 sous la direction de David Lynch dans son film Inland Empire, puis, en 2008, il apparaît dans la seconde réalisation de l'acteur Ed Harris, Appaloosa, face à Harris et Viggo Mortensen, et participe avec Joan Allen au biopic télévisuel de la vie de Georgia O'Keeffe diffusé sur la chaîne Lifetime.

### Années 2010

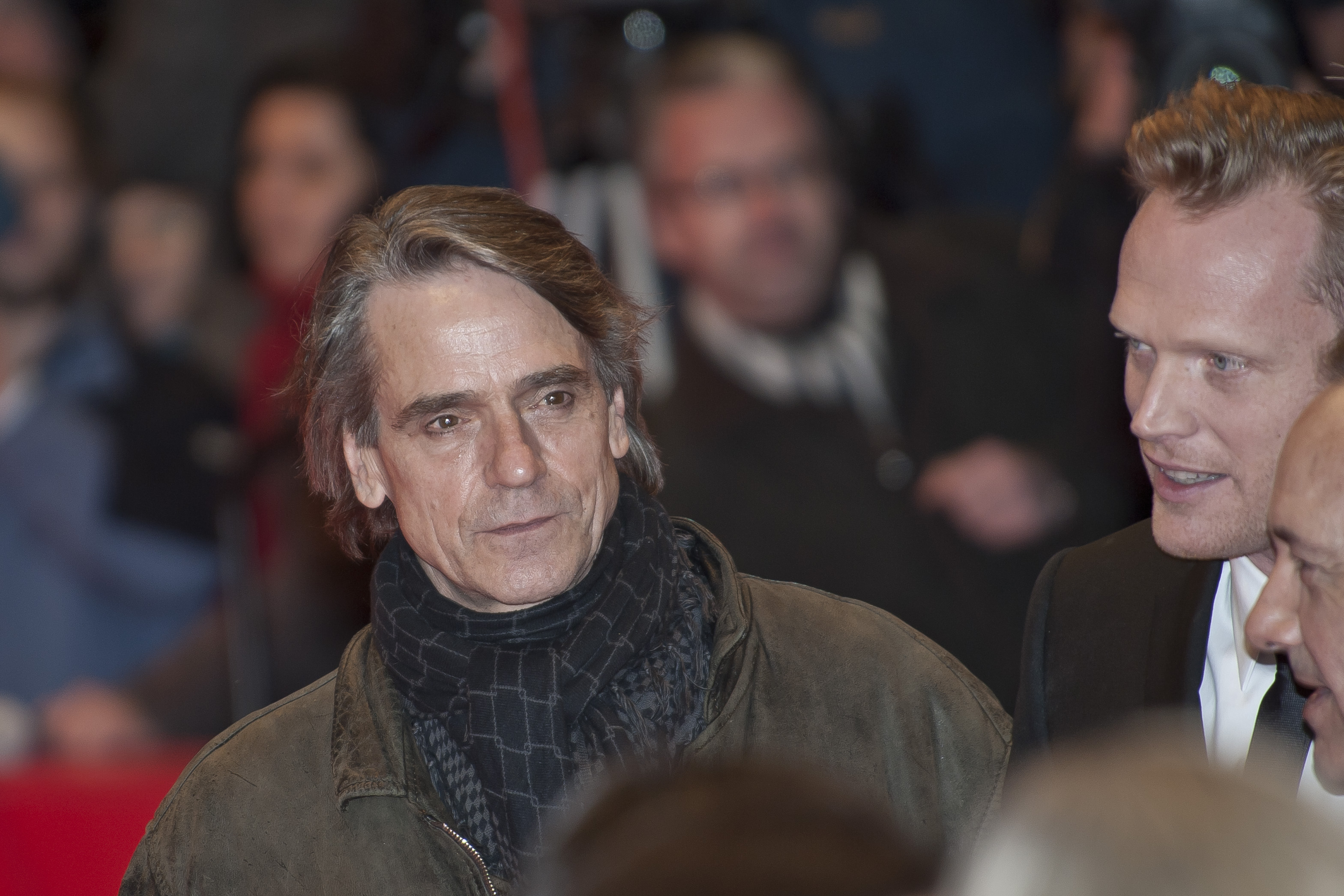
L'acteur à la Berlinale 2011 pour la présentation de Margin Call.

Il tient de 2011 à 2013 le premier rôle de la série The Borgias sur Showtime, créée par Neil Jordan, dans la même veine que Les Tudors (The Tudors), où il interprète le rôle de l'ambitieux Rodrigo Borgia, élu pape Alexandre VI en 1492. La série est annulée par Showtime au bout de trois saisons le 5 avril 2013. Il fait deux apparitions la même année dans la douzième saison de New York, unité spéciale (Law & Order: Special Victims Unit) dans le rôle du Dr Jackson, un thérapeute du sexe. Toujours en 2011, après un rôle mineur dans la comédie La Panthère rose 2 (The Pink Panther 2), il fait partie du casting dans le thriller financier Margin Call sur la crise financière de 2008.
En 2015, il incarne Anthony Royal dans High-Rise de Ben Wheatley aux côtés de Tom Hiddleston.
Également en 2015, Jeremy Irons est choisi pour incarner Alfred Pennyworth au côté de Ben Affleck, de Henry Cavill et de Gal Gadot dans le film américain Batman v Superman : L'Aube de la justice.
En 2017, il a reçu le Prix Europe pour le théâtre.
En 2019, il interprète le personnage d'Adrien Veidt dans la mini-série Watchmen, diffusée sur HBO.

### Années 2020
En 2020, il est président du jury du 70e festival de Berlin.

### Vie privée
Jeremy Irons a été marié en 1969 à l’actrice Julie Hallam (mariage annulé)
Il est marié depuis 1978 à l'actrice irlandaise Sinéad Cusack avec qui il a eu deux enfants : Samuel, né le 16 septembre 1978, et Maximilian, né le 17 octobre 1985, qui est également acteur, crédité sous le nom de Max Irons.
À la fin des années 1990, il achète le château médiéval irlandais de Kilcoe, alors en ruines, qu'il rénove et aménage, avant de s'y installer.

### Activités publiques
Il a été membre du jury des longs métrages du Festival de Cannes 2000, sous la présidence de Luc Besson, et président du jury international du Festival du film de Sarajevo en 2007. En 2003 il préside le jury des courts-métrages lors du Festival international du film de Marrakech. En 2020 il préside le jury du 70e Festival de Berlin.
Le 17 octobre 2011, Irons a été nommé ambassadeur de bonne volonté de l'Organisation des Nations unies pour l'alimentation et l'agriculture (FAO),.

## Théâtre

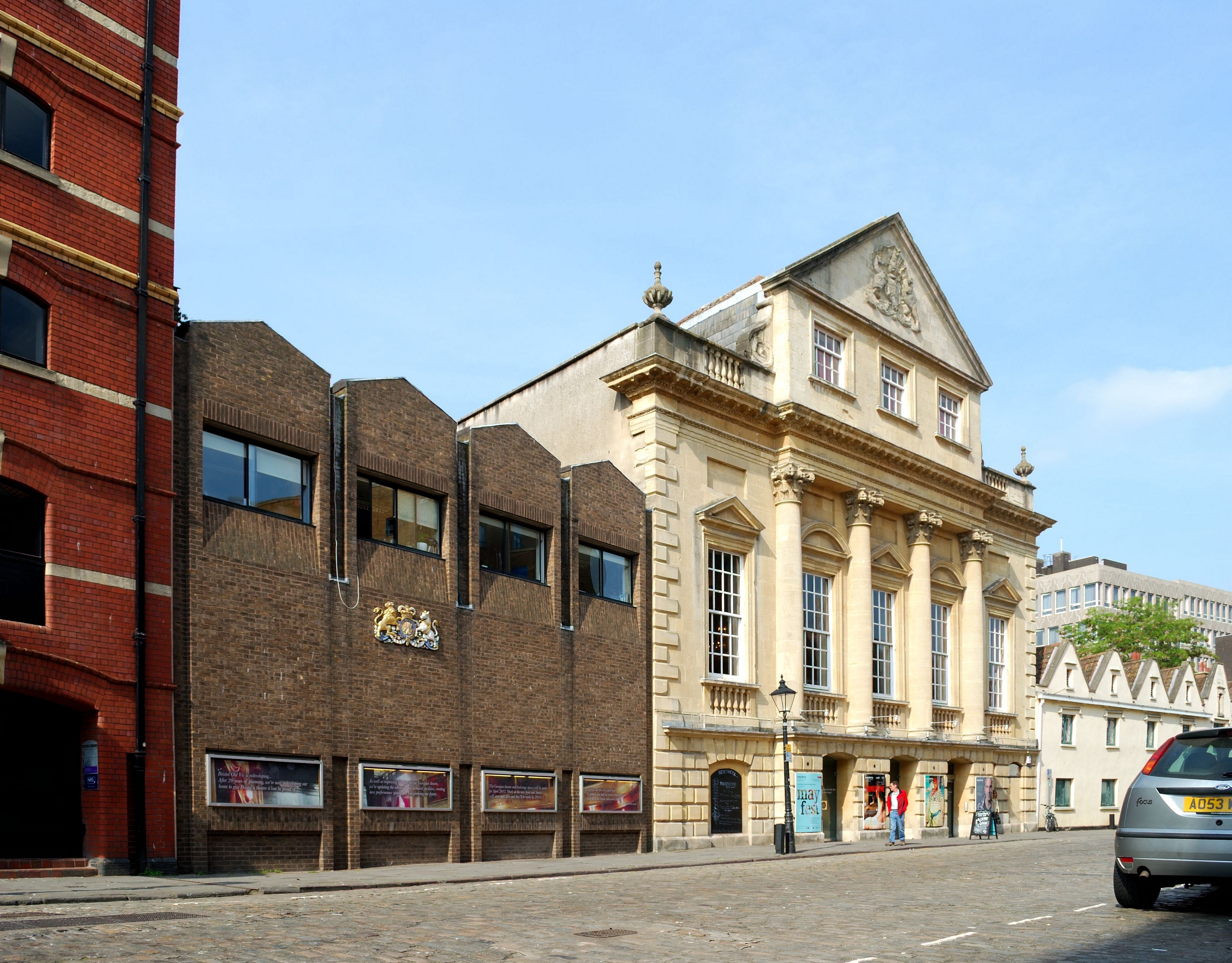
Entrée du Bristol Old Vic, où Irons a été formé au métier d'acteur.

### AuBristol Old Vic
- 1969 : Le Conte d'hiver : Florizel
- 1969 : Hay Fever de Noël Coward : Simon
- 1969 : What the Butler Saw de Joe Orton : Nick
- 1969 : Major Barbara de George Bernard Shaw
- 1969 : A Servant of Two Masters de Carlo Goldoni
- 1969 : Macbeth
- 1969 : The Boy Friend de Sandy Wilson
- 1970 : Comme il vous plaira
- 1970 : Ah Dieu ! que la guerre est jolie (au Little Theatre Bristol)
- 1970 : The School for Scandal de Richard Brinsley Sheridan (au Little Theatre Bristol)

### À Londres
- 1971–1973 : Godspell (au Roundhouse, puis au Wyndham's Theatre) : John/Judas
- 1973 : Le Journal d'un fou de Nicolas Gogol (au Act Inn) : The Madman
- 1973 : Much Ado About Nothing (au Young Vic) : Don Pedro
- 1974 : The Caretaker de Harold Pinter (au Young Vic) : Mick
- 1975 : The Taming of the Shrew (avec la New Shakespeare Company, au Roundhouse) : Petruchio
- 1976–1977 : Wild Oats (en) de John O'Keefe (avec la Royal Shakespeare Company (RSC) à l'Aldwych Theatre, puis à Stratford et au Piccadilly Theatre) : Harry Thunder
- 1978 : The Rear Column de Simon Gray (au Globe Theatre) : Jameson
- 1986 : The Winter's Tale (au Royal Shakespeare Theatre de Stratford) : Leontes
- 1986 : L'Écumeur d'Aphra Behn (avec la RSC au Swan Theatre, puis au Mermaid Theatre)
- 1986–1987 : Richard II (avec la RSC au Royal Shakespeare Theatre, puis au Barbican Theatre) : Richard II
- 2005 : Célébration (lecture) (au Gate Theatre de Dublin et à l'Albery Theatre) : Russell
- 2006 : Embers de Christopher Hampton et Sándor Márai (au Duke of York's Theatre) : Henrik
- 2008 : Never So Good de Howard Brenton (au National Theatre de Lyttelton) : Harold Macmillan

### ÀBroadway(New York)
- 1984 : The Real Thing de Tom Stoppard : Henry
- 2003 : A Little Night Music de Stephen Sondheim : Fredrik Egerman
- 2009 : Impressionism de Michael Jacobs (au Gerald Schoenfeld Theatre) : Thomas Buckle

### AuPrix Europe pour le théâtre
- 2006 : Pinter: Pièces de théâtre, poésie & prose (textes de Harold Pinter, mis en scène par Alan Stanford, Gate Theatre de Dublin, au Teatro Carignano de Turin)[25]
- 2017 : Correspondance 1944-1959 Lectures d'épîtres entre Albert Camus et Maria Casarès (avec Isabelle Huppert, au Teatro Argentina de Rome)[26] : Albert
- 2017 : Ashes to Ashes (de Harold Pinter, avec Isabelle Huppert, création spéciale pour le Prix Europe pour le théâtre au Teatro Argentina de Rome)[26],[27] : Devlin

## Filmographie
Sauf indication contraire, les informations mentionnées dans cette section peuvent être confirmées par la base de données cinématographiques IMDb,  présente dans la section « Liens externes ».

### Acteur

#### Cinéma

##### Années 1980
- 1980 : Nijinski (Nijinsky) d'Herbert Ross : Mikhail Fokine
- 1981 : La Maîtresse du lieutenant français (The French Lieutenant's Woman) de Karel Reisz : Charles Henry Smithson / Mike
- 1982 : Travail au noir (Moonlighting) de Jerzy Skolimowski : Nowak
- 1983 : Trahisons conjugales (Betrayal) de David Hugh Jones : Jerry
- 1984 : Un amour de Swann de Volker Schlöndorff : Charles Swann
- 1984 : The Wild Duck d'Henri Safran : Harald
- 1986 : Mission (The Mission) de Roland Joffé : Le père Gabriel
- 1988 : Faux-semblants (Dead Ringers) de David Cronenberg : Beverly Mantle / Elliot Mantle
- 1989 : A Chorus of Disapproval de Michael Winner : Guy Jones
- 1989 : Australia de Jean-Jacques Andrien : Edouard Pierson

##### Années 1990
- 1990 : Le Mystère von Bülow (Reversal of Fortune) de Barbet Schroeder : Claus von Bülow
- 1991 : L'Opéra du gueux (Žebrácká opera) de Jiří Menzel : Le prisonnier
- 1991 : Danny, le champion du monde (Roald Dahl’s Danny, the Champion of the World) de Gavin Millar : William Smith
- 1991 : Kafka de Steven Soderbergh : Franz Kafka
- 1992 : Le Visionarium de Jeff Blyth : H. G. Wells
- 1992 : Waterland de Stephen Gyllenhaal : Tom Crick
- 1992 : Fatale (Damage) de Louis Malle : Dr Stephen Fleming
- 1993 : M. Butterfly de David Cronenberg : René Gallimard
- 1993 : La Maison aux esprits (The House of the Spirits) de Bille August : Esteban Trueba
- 1994 : Le Roi lion (The Lion King) de Roger Allers et Rob Minkoff : Scar (voix)
- 1995 : Une journée en enfer (Die Hard with a Vengeance) de John McTiernan : Simon Gruber
- 1995 : Forget Paris de Billy Crystal : Seguin le cheval (voix)
- 1996 : Beauté volée (Io ballo da sola) de Bernardo Bertolucci : Alex
- 1997 : Chinese Box de Wayne Wang : John
- 1997 : Lolita de Adrian Lyne : Humbert Humbert
- 1998 : L'Homme au masque de fer (The Man in the Iron Mask) de Randall Wallace : Aramis
- 1999 : Le Cercle enchanté (Faeries) de Gary Hurst : Le Changeur de forme (voix)

##### Années 2000
- 2000 : Donjons et Dragons (Dungeons & Dragons) de Courtney Solomon : Profion
- 2001 : Vengeance secrète (The Fourth Angel) de John Irvin : Jack Elgin
- 2002 : La Machine à explorer le temps (The Time Machine) de Simon Wells : Über-Morlock
- 2002 : And Now... Ladies and Gentlemen de Claude Lelouch : Valentin
- 2002 : Callas Forever de Franco Zeffirelli : Larry Kelly
- 2004 : Mathilde de Nina Mimica : Le colonel De Patris
- 2004 : Le Marchand de Venise (William Shakespeare's, The Merchant of Venice) de Michael Radford : Antonio
- 2004 : Adorable Julia (Being Julia) de István Szabó : Michael Gosselyn
- 2005 : Kingdom of Heaven de Ridley Scott : Tibérias
- 2005 : Casanova de Lasse Hallström : Pucci
- 2006 : Inland Empire de David Lynch : Kingsley Stewart
- 2006 : Eragon de Stefen Fangmeier : Brom
- 2008 : Appaloosa de Ed Harris : Randall Bragg
- 2009 : La Panthère rose 2 (The Pink Panther 2) de Harald Zwart : Alonso Avellaneda

##### Années 2010
- 2011 : Margin Call de J. C. Chandor : John Tuld
- 2011 : Les Derniers Lions de Dereck Joubert : le narrateur
- 2012 : The Words de Brian Klugman et Lee Sternthal : Le Vieil homme
- 2012 : Trashed de Candida Brady : lui-même (documentaire)
- 2013 : Un train de nuit pour Lisbonne (Night Train to Lisbon) de Bille August : Raimund Gregorius
- 2013 : Sublimes Créatures (Beautiful Creatures) de Richard LaGravenese : Macon Ravenwood
- 2015 : High-Rise de Ben Wheatley : Anthony Royal
- 2016 : Batman v Superman : L'Aube de la justice (Batman v Superman: Dawn of Justice) de Zack Snyder : Alfred Pennyworth
- 2016 : La Couleur de la victoire (Race) de Stephen Hopkins : Avery Brundage
- 2016 : Assassin's Creed de Justin Kurzel : Alan Rikkin, PDG d'Abstergo Industries Madrid et Maître Templier
- 2016 : La corrispondenza de Giuseppe Tornatore : Ed Phoerum
- 2016 : L'Homme qui défiait l'infini (The Man Who Knew Infinity) de Matt Brown : G. H. Hardy
- 2017 : Justice League de Zack Snyder : Alfred Pennyworth
- 2018 : Better Start Running de Brett Simon : Garrison
- 2018 : Red Sparrow de Francis Lawrence : Général Vladimir Andreievich Korchnoi
- 2018 : La Formation de l'acteur (An Actor Prepares) de Steve Clark : Atticus Smith

##### Années 2020
- 2020 : Love, Weddings & Other Disasters de Dennis Dugan : Lawrence Phillips
- 2021 : Zack Snyder's Justice League : Alfred Pennyworth
- 2021 : Napoleon au Nom de l’Art : Giovanni Piscaglia
- 2021 : House of Gucci de Ridley Scott : Rodolfo Gucci
- 2021 : L'Étau de Munich (Munich: The Edge of War) de Christian Schwochow : Neville Chamberlain
- 2023 : The Flash de Andrés Muschietti : Alfred Pennyworth
- 2023 : Cello de Darren Lynn Bousman : Francesco
- 2024 : The Beekeeper de David Ayer : Wallace Westwyld
- 2025 : Palestine 36 d'Annemarie Jacir

#### Télévision
- 1971 : Les Rivaux de Sherlock Holmes : Le neveu
- 1974 : The Pallisers (en) : Frank Tregaer
- 1974 : Notorious Woman (en) : Franz Liszt
- 1975 : Churchill's People (en) : Samuel Ross
- 1977 : Masterpiece Theatre – Love For Lydia : Alex Sanderson
- 1978 : Play of the Week : Otto Beck
- 1979 : Play of the Month : Edward Voysey
- 1981 : Retour au château : Charles Ryder
- 1983 : The Captain's Doll (en) : Capitaine Alex Hepworth
- 1989 : Danny, champion du monde : William Smith
- 1991 : Saturday Night Live : Hôte
- 1992 : American Playhouse (en) : Odon Von Horvath
- 1997 : Mirad : Djuka
- 2000 : Longitude (en) : Rupert Gould
- 2002 : Last Call (en) : F. Scott Fitzgerald
- 2003 : Harry Potter and the Secret Chamberpot of Azerbaijan : Severus Rogue
- 2003 : Freedom: A History of Us : Thomas Paine / Le roi James Ier / Lord Grey
- 2003 : Dame Edna Everage: Lui-même
- 2005 : Elizabeth I : Robert Dudley
- 2008 : Discworld : Lord Vétérini
- 2009 : Georgia O'Keeffe : Alfred Stieglitz
- 2009 : The Magic 7 : Thraxx
- 2011 : New York, unité spéciale (saison 12, épisodes 13 et 20) : Dr Cap Jackson
- 2011 : The Borgias : Rodrigo Borgia / Alexandre VI
- 2012 : Les Simpson, épisode Ne mélangez pas les torchons et les essuie-bars : Le clochard du bar (voix)
- 2012 : The Hollow Crown : Henry IV
- 2019 : Watchmen : Adrian Veidt
- 2019 : Les merveilles du Prado : présentateur

### Réalisateur
- 1997 : Mirad (téléfilm diffusé sur Channel 4 avec Sinéad Cusack, Jeremy Irons et Jamie Yeates)

### Création de voix et voix off
Depuis 1985, mais surtout depuis Le Roi lion, Jeremy Irons est régulièrement invité à prêter sa voix ou à faire le narrateur de nombreux films ou séries documentaires.

#### Fictions
- 1994 : Le Roi lion (The Lion King) : Scar
- 1999 : Faeries : The Shapeshifter (le Changeur de formes)
- 2008 : The Magic 7 : Thraxx
- 2009 : The Chronoscope (court-métrage irlandais) : narrateur
- 2023 : Il était une fois un studio (Once Upon a Studio) de Dan Abraham et Trent Correy : Scar

#### Documentaires
- 1985 : The Steadfast Tin Soldier : narrateur
- 1986 : La statue de la liberté : narrateur
- 1992 : Birds of the World: The Master Builders : narrateur
- 1993 : Earth and the American dream : narrateur
- 1993 : EPCOT : Spaceship Earth : narrateur
- 1995 : Seekers of the Lost Treasure : narrateur
- 1995 : National Geographic: Le dernier Tsar de Russie : narrateur
- 1996 : The Great War and the Shaping of the 20th Century (en) (série télévisée, PBS) : Siegfried Sassoon
- 1998 : Voice of the Millennium : narrateur
- 1998 : Dear Kitty Remembering Anne Frank, a.k.a The Short life of Anne Frank : narrateur
- 1999 : The Civil War (mini-série, PBS) : Alexis de Tocqueville
- 2000 : Ohio Impromptu : narrateur
- 2003 : Kingdom of David: the saga of the Israelites : narrateur
- 2004 : The hittites: A civilization that changed the world : narrateur
- 2005 : Gallipoli : narrateur
- 2006 : Relentless Enemies (film américain, National Geographic) : narrateur
- 2006 : The Eye of the Leopard (film américain, National Geographic) : narrateur
- 2006 : The Secret Policeman's Ball 2006 (en) (évènement caritatif de promotion des droits de l'Homme) : narrateur pour Amnesty International
- 2008 : Eden at the end of the world (film américain, National Geographic) : narrateur
- 2009 : The Power of the Powerless (film américain) : narrateur
- 2011 : Arena – Harold Pinter: A Celebration (série télévisée britannique, BBC) : plusieurs personnages
- 2011 : Les Vagabonds des cendres (film français) : narrateur (voix anglaise)
- 2011 : Trappeurs de volcans (film français) : narrateur (voix anglaise)
- 2011 : Naissance d'une île (film français) : narrateur (voix anglaise)
- 2011 : The Last Lions (film américain, National Geographic) : narrateur
- 2011 : Prohibition (en) (série télévisée américaine, PBS) : narrateur
- 2021 : Napoléon, au nom de l’art : narrateur

## Distinctions

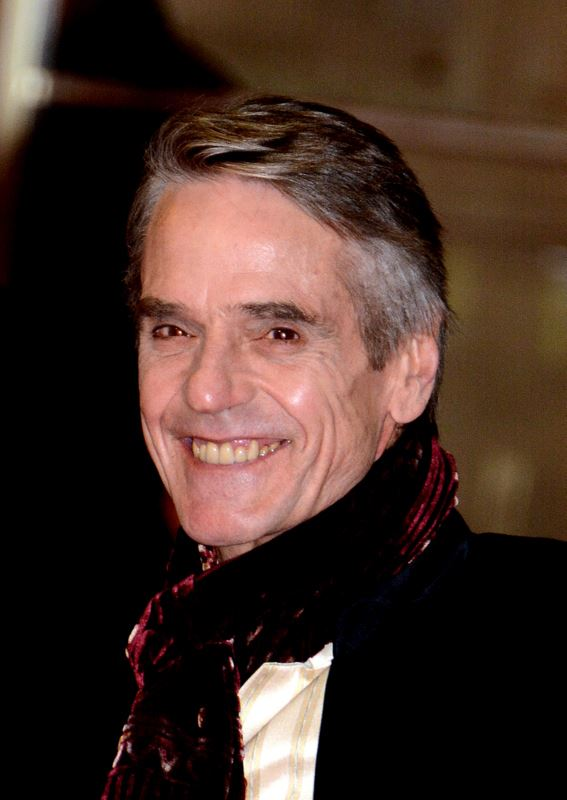
Jeremy Irons en 2014 à la des César.

Il remporte en 1978 le Clarence Derwent Award pour son rôle dans la pièce de théâtre The Rear Column, puis en 1984 le Tony Award et le Drama League Award du meilleur acteur pour celui de Henry dans The Real Thing, une pièce de Tom Stoppard jouée à Broadway. Au cinéma et à la télévision, il est nommé et remporte les récompenses les plus prestigieuses du monde, à commencer un Oscar (au cinéma) et un Emmy Award. De plus, il remporte à partir du début des années 1990 des prix saluant l'ensemble de sa carrière, dont un César d'honneur en 2002
Jeremy Irons est le quatorzième acteur à remporter les « Trois couronnes des acteurs » (Triple Crown of acting) en ayant remporté un Oscar (cinéma), un Tony (théâtre) et un Emmy (télévision), qui sont trois des quatre récompenses les plus prestigieuses décernées aux États-Unis par les différentes Académies artistiques, avec le Grammy, qui récompense la musique.
En septembre 2008, il est fait membre honoraire à vie de la Law Society de l'University College Dublin, récompensant ses contributions à l'écran et au théâtre,, et il reçoit le titre de Docteur honoris causa de l'université de Southampton Solent deux mois plus tard,.

### Prix Europe pour le Théâtre - Premio Europa per il Teatro
En décembre 2017, il a reçu le XVIe Prix Europe pour le théâtre à Rome. L'organisation du prix a déclaré :
Chez Jeremy Irons, la vie et l’art s’entremêlent jusqu’au point de former un style inimitable, de l’homme et de l’acteur, d’où filtrent une bouffée de liberté et la capacité enviable d’être dans le jeu des productions les plus variées, théâtrales, cinématographiques et télévisées, sans jamais se trahir, ni renoncer à son indépendance. Entre grandes productions, engagements et amour constant pour son métier, Jeremy Irons dit de lui-même : « Je suis devenu un acteur pour être un vaurien et un vagabond, je ne pense donc pas que l’establishment aurait été en mesure de m’intégrer comme l’un des siens, car je ne le suis pas ». La liberté d’Irons est aussi de savoir maîtriser à la perfection toutes les possibilités d’un métier parmi les plus difficiles au monde. Sa ductilité d’acteur, à son aise aussi bien dans le théâtre shakespearien que dans une série télévisée à succès, est le fruit d’une profession aimée et voulue. Son expérience et son pragmatisme lui permettent d’affronter et de vivre, plus ou moins radicalement mais toujours avec une grande honnêteté, certaines questions liées à son milieu de travail, à la formation des acteurs et également à la politique et aux contradictions que nous vivons à notre époque. En décernant à Jeremy Irons le Prix Europe pour le Théâtre, nous récompensons un artiste exemplaire et admiré aux quatre coins du monde. Nous devons toutefois avoir conscience que ce prix va à un homme, qui, réfléchissant sur l’étendue de sa carrière, a déclaré : « L’idée d’une carrière m’est apparue comme un verdict de condamnation à la prison. Je serais parti du fond et j’aurais suivi mon chemin jusqu’à atteindre le haut de l’échelle, après j’aurais pris ma retraite et quelque temps après je serais mort... En tant qu’outsider, tout cela m’a semblé très très attirant ».
Note : sauf mention contraire, les informations ci-dessous sont issues de la page Awards de Jeremy Irons sur l'Internet Movie Database. En gras sont indiquées les récompenses majeures.

### Récompenses
| Année | Cérémonie                                   | Catégorie | Film                                              |
| ----- | ------------------------------------------- | --- | ------------------------------------------------- |
| 1981  | Variety Club Awards                         | Meilleur acteur | La Maîtresse du lieutenant français               |
| 1989  | Prix Génie                                  | Meilleur acteur | Faux-semblants                                    |
| 1989  | New York Film Critics Circle Awards         | Meilleur acteur | Faux-semblants                                    |
| 1989  | Chicago Film Critics Association Awards     | Meilleur acteur | Faux-semblants                                    |
| 1989  | Fantasporto                                 | Prix d'interprétation masculine | Faux-semblants                                    |
| 1990  | Oscars du cinéma                            | Meilleur acteur | Le Mystère von Bülow                              |
| 1990  | Golden Globes                               | Meilleur acteur | Le Mystère von Bülow                              |
| 1990  | National Society of Film Critics Awards     | Meilleur acteur | Le Mystère von Bülow                              |
| 1990  | Los Angeles Film Critics Association Awards | Meilleur acteur | Le Mystère von Bülow                              |
| 1990  | Boston Society of Film Critics Awards       | Meilleur acteur | Le Mystère von Bülow                              |
| 1990  | Chicago Film Critics Association Awards     | Meilleur acteur | Le Mystère von Bülow                              |
| 1990  | Kansas City Film Critics Circle Awards      | Meilleur acteur | Le Mystère von Bülow                              |
| 1990  | Prix David di Donatello                     | Meilleur acteur international | Le Mystère von Bülow                              |
| 1990  | Festival du film de Giffoni                 | Prix François Truffaut | Pour l'ensemble de sa carrière                    |
| 1994  | Annie Awards                                | Meilleur doublage | Le Roi lion                                       |
| 1997  | Emmy Awards                                 | Meilleure narration en voix off | The Great War and the Shaping of the 20th Century |
| 1997  | Festival de Saint-Sébastien                 | Prix Donostia | Pour l'ensemble de sa carrière                    |
| 1998  | Prix du cinéma européen                     | Lifetime Achievement | Pour l'ensemble de sa carrière                    |
| 2002  | César du cinéma                             | César d'honneur | Pour l'ensemble de sa carrière                    |
| 2006  | Emmy Awards                                 | Meilleur acteur dans un second rôle dans une mini-série ou un téléfilm                                                                                        | Elizabeth I                                       |
| 2006  | Golden Globes                               | Meilleur acteur dans une mini-série ou un téléfilm | Elizabeth I                                       |
| 2006  | Screen Actors Guild Awards                  | Meilleur acteur dans une mini-série ou un téléfilm | Elizabeth I                                       |
| 2009  | Actor's Mission Awards                      | | The Power of the Powerless                        |
| 2012  | Independent Spirit Awards                   | Prix Robert-Altman (partagé avec le réalisateur J. C. Chandor, les directeurs de casting Bernard Telsey et Tiffany Little Canfield et l'ensemble des acteurs) | Margin Call                                       |
| 2014  | Emmy Awards                                 | Meilleur narrateur | Game of Lions                                     |
| 2017  | Prix Europe pour le théâtre                 | |                                                   |

### Nominations
| Année | Cérémonie                             | Catégorie                                                   | Film                                |
| ----- | ------------------------------------- | ----------------------------------------------------------- | ----------------------------------- |
| 1982  | British Academy Film Awards           | Meilleur acteur                                             | La Maîtresse du lieutenant français |
| 1982  | British Academy Television Awards     | Meilleur acteur                                             | Retour à Brideshead                 |
| 1982  | Emmy Awards                           | Meilleur acteur dans une mini-série ou un téléfilm          | Retour à Brideshead                 |
| 1982  | Golden Globes                         | Meilleur acteur dans une mini-série ou un téléfilm          | Retour à Brideshead                 |
| 1987  | Golden Globes                         | Meilleur acteur dans un film dramatique                     | Mission                             |
| 1987  | Prix David di Donatello               | Meilleur acteur international                               | Mission                             |
| 1990  | Saturn Awards                         | Meilleur acteur                                             | Faux-semblants                      |
| 1995  | MTV Movie Awards                      | Meilleur méchant                                            | Le Roi lion                         |
| 1997  | Satellite Awards                      | Meilleur acteur dans un second rôle dans un film dramatique | Beauté Volée                        |
| 1999  | MTV Movie Awards                      | Meilleur baiser (partagé avec Dominique Swain)              | Lolita                              |
| 2002  | Prism Award                           | Meilleure performance dans un téléfilm                      | Last Call                           |
| 2005  | Satellite Awards                      | Meilleur acteur dans un second rôle dans une comédie        | Adorable Julia                      |
| 2009  | Satellite Awards                      | Meilleur acteur dans une mini-série ou un téléfilm          | Georgia O'Keefe                     |
| 2010  | Golden Globes                         | Meilleur acteur dans une mini-série ou un téléfilm          | Georgia O'Keefe                     |
| 2010  | Screen Actors Guild Awards            | Meilleur acteur dans une mini-série ou un téléfilm          | Georgia O'Keefe                     |
| 2011  | Festival de télévision de Monte-Carlo | Meilleur acteur                                             | The Borgias                         |
| 2011  | Gotham Awards                         | Meilleure distribution                                      | Margin Call                         |
| 2011  | Phoenix Film Critics Society Awards   | Meilleure distribution                                      | Margin Call                         |
| 2012  | Central Ohio Film Critics Association | Meilleure distribution                                      | Margin Call                         |
| 2012  | Golden Globes                         | Meilleur acteur dans une série dramatique                   | The Borgias                         |
| 2013  | Screen Actors Guild Awards            | Meilleur acteur dans une mini-série ou un téléfilm          | The Hollow Crown                    |
| 2020  | Emmy Awards                           | Meilleur acteur dans une mini-série ou un téléfilm          | Watchmen                            |

## Voix francophones
Jeremy Irons a d'abord été doublé par Joël Martineau dans Nijinski, Guy Chapellier dans Retour au château, Jacques Frantz dans La Maîtresse du lieutenant français et Pierre Arditi dans Travail au noir et Un amour de Swann. Edgar Givry a été sa première voix régulière, le doublant dans Mission, Faux-semblants et M. Butterfly.
De 1990 à 1995, Bernard Tiphaine le double dans Le Mystère von Bülow, Fatale et Une journée en enfer, puis en 2009 dans La Panthère rose 2 ainsi que dans de nombreux films des années 2010 : Margin Call, Batman v Superman : L'Aube de la Justice, High-Rise, Assassin's Creed et Justice League. Pour la version longue de ce dernier, ayant pris sa retraite, il est remplacé par Edgar Givry.
Depuis Kingdom of Heaven en 2005, Féodor Atkine est sa voix régulière. Il le retrouve notamment dans Eragon, The Borgias, The Words, Sublimes Créatures, La Couleur de la victoire, Red Sparrow, Watchmen ou encore House of Gucci.
Il a également été doublé à quatre reprises par Jean Barney dans Callas Forever, Casanova, New York, unité spéciale, Un train de nuit pour Lisbonne et à trois reprises par Jérôme Keen dans Donjons et Dragons, La Machine à explorer le temps et Adorable Julia tandis que Pierre Forest l'a doublé à deux reprises dans Lolita et Elizabeth I. À titre exceptionnel, il a été doublé par Jean Lagache dans La Maison aux esprits, Bernard Lanneau dans Chinese Box, Robert Guilmard dans L'Homme au masque de fer, Bruno Devoldère dans Vengeance secrète, Christian Gonon dans Inland Empire, Frédéric van den Driessche dans Appaloosa et Patrick Donnay dans Une belle rencontre.
Enfin, André Dussollier lui prête sa voix dans Beauté volée en 1996. Pour la voix française de Scar dans Le Roi lion, c'est Jean Piat qui reprend le rôle.
Au Québec, Jean-Luc Montminy est la voix française la plus régulière de l'acteur qu'il a doublé à dix reprises dont dans Alter Ego, Casanova, Appaloosa, Les Mots, Sublimes créatures, Assassin's Creed ou encore Le moineau rouge. À titre exceptionnel, il a été doublé par Léo Ilial dans Le Mystère Von Bülow Jean-Marie Moncelet dans Marche ou Crève : Vengeance définitive, Daniel Roussel dans Adorable Julia et Daniel Lesourd dans La Panthère rose 2.